# Joyce McCartan
 (juillet 2020).
Pour les articles homonymes, voir McCartan.
Joyce McCartan (26 novembre 1929 - 8 janvier 1996) est une travailleuse communautaire en Irlande du Nord.

## Enfance et famille
Joyce McCartan naît Joyce Buchanan le 26 novembre 1929 à Banbridge dans le comté de Down. Son père est Hugh Buchanan, dont la famille est originaire d'Écosse. Elle a trois frères. Sa mère meurt alors qu'elle a environ 7 ans, ce qui lui laisse la responsabilité de s'occuper de son père et de ses frères. Elle fréquenté l'école de Banbridge, mais part à 14 ans pour travailler dans une fabrique de tissus à Seaforde. Elle y travaille pendant 2 ans. Elle est malheureuse à la maison et s'enfuit à Belfast à l'âge de 16 ans. Là, elle trouve du travail en tant qu'assistante dans une boutique de drapiers. Elle rencontre son mari, Seamus McCartan, dans une salle de danse. Ils vivent sur Bagot Street, juste à côté d'Ormeau Road. McCartan est élevée dans la foi protestante, mais son mari est catholique et ils élèvent leurs 8 enfants en tant que catholiques,.

## Activisme
À partir du début des années 1970, Joyce McCartan participe à des manifestations locales le long de l'Ormeau Road organisées par des femmes. Ces protestations portent sur un large éventail de questions, notamment la suppression du lait gratuit pour les enfants des écoles primaires et le coût de plus en plus élevé des transports publics. Elle est décrite plus tard comme une « féministe familiale ». Pour aider à fournir un réseau de soutien aux groupes impliqués dans ce type d'action, elle s'implique dans le Women's Information Group, qui permet aux femmes de prendre en charge les problèmes de la communauté locale. Les services vont des centres de conseil aux installations pour enfants, des groupes d'action aux pressions exercées sur les organes gouvernementaux. Le mouvement se répand à travers Belfast et, malgré la tension sectaire de l'époque, c'est une initiative intercommunautaire,.
Fort du succès du réseau, McCartan établit le Centre d'information pour femmes (WIDIC) sur Lower Ormeau Road. Cette zone est gravement touchée par le conflit nord-irlandais, qui ont conduit à des infrastructures médiocres et à très peu d'équipements publics. Le WIDIC a fourni un lieu de rencontre sûr pour les groupes de femmes, mais a également commencé des cours de devoirs pour les enfants locaux. Ils ont cultivé et vendu des légumes et des fleurs pour financer les activités, ont repris une friterie abandonnée et l'ont ouvert en tant que restaurant Lamplighter Fish and Chip, fournissant un emploi et un lieu de rencontre local et sûr. Une opération de formation pour les jeunes, Mornington Enterprises, a été lancée avec le soutien du gouvernement, qui a formé des adolescents à une gamme de compétences comprenant la restauration, l'informatique, le jardinage, la menuiserie et la peinture et la décoration,.
McCartan connaît des pertes personnelles au cours de cette période, 17 membres de sa famille immédiate meurent pendant les violences sectaires. En mai 1987, son plus jeune fils, Gary, alors âgé de 17 ans, est abattu par des paramilitaires loyalistes dans la maison familiale. Au moment de l'attaque, elle rencontre des femmes dans les bureaux de WIDIC et entend les coups de feu et les cris de son domicile. Malgré cela, elle a poursuit son travail communautaire et reçoit un certain nombre de prix, notamment l'Irish Pensioner of the Year en 1991, un MBE en 1992 et un doctorat honorifique de l'université Queen's de Belfast en 1995.
Lors de la visite du président américain Bill Clinton en Irlande en 1995, McCartan reçoit Hillary Clinton au Lamplighter Café en novembre 1995,. Hillary Clinton se rappelle plus tard que McCartan lui « a donné une vieille théière en aluminium cabossé — qui garde le thé très chaud, ce que j'ai remarqué en premier — que j'ai emmenée avec moi à la Maison Blanche où je l'ai utilisée chaque jour dans la cuisine privée du second étage. »
Elle meurt le 8 janvier 1996 à l'hôpital et est enterrée au cimetière de Milltown à Belfast.
L'université d'Ulster créé une chaire professorale en son honneur et la conférence inaugurale de Joyce McCartan en octobre 1997 est donnée par Hillary Clinton.